# Gillichthys
A Gillichthys a csontos halak (Osteichthyes) főosztályának a sugarasúszójú halak (Actinopterygii) osztályába, ezen belül a sügéralakúak (Perciformes) rendjébe, a gébfélék (Gobiidae) családjába és a Gobionellinae alcsaládjába tartozó nem.

## Rendszerezés
A nembe az alábbi 3 faj tartozik:
- Gillichthys detrusus Gilbert & Scofield, 1898
- Gillichthys mirabilis Cooper, 1864
- Gillichthys seta (Ginsburg, 1938)